# Barçac (Gironda)
Barçac (en francès Barsac) és un municipi francès situat al departament de la Gironda i a la regió de la Nova Aquitània.

## Demografia
| 1962                                       | 1968  | 1975  | 1982  | 1990  | 1999  | 2007  |
| ------------------------------------------ | ----- | ----- | ----- | ----- | ----- | ----- |
| 2.249                                      | 2.298 | 2.019 | 2.085 | 2.058 | 1.948 | 1.962 |
| Des de 1962: població sense dobles comptes |       |       |       |       |       |       |

## Administració
| Període   | Identitat             | Partit                 |
| --------- | --------------------- | ---------------------- |
| 1965-1985 | René Minville         | Divers droite          |
| 1985-1989 | Georges Danglade      | RPR                    |
| 1989-1995 | Emmanuel Pouchepadass | PS                     |
| 1995-2001 | Françoise Mussotte    | RPR                    |
| 2001-2004 | Liberto Paniagua      | app. PCF               |
| 2004-2016 | Philippe Meynard      | MoDem, desprès FED-UDI |
| 2016-     | Dominique Cavaillols  | MoDem desprès FED-UDI  |

## Agermanaments
- Wöllstein